# 国家地方警察滋賀県本部
国家地方警察滋賀県本部（こっかちほうけいさつしがけんほんぶ）は、旧警察法時代に存在した滋賀県の都道府県国家地方警察で、自治体警察を設けない地域を管轄区域とする。また国家地方警察大阪警察管区本部の行政管理を受ける。
1954年（昭和29年）の新警察法の公布により廃止され、新たに都道府県警察として滋賀県警察本部が発足した。

## 組織
1948年（昭和23年）時点
- 総務部
  - 秘書調査課、会計課
- 警務部 　 
  - 人事装備課、教養課
- 刑事部 　 
  - 捜査課、鑑識課、防犯統計課
- 警備部 　 
  - 警備課、交通課、通信課

## 地区警察署
1948年（昭和23年）時点
- 栗太地区警察署
- 野洲地区警察署
- 甲賀地区警察署
- 蒲生地区警察署
- 神崎地区警察署
- 愛知地区警察署
- 犬上地区警察署
- 坂田地区警察署
- 東浅井地区警察署
- 伊香地区警察署
- 高島地区警察署
- 滋賀地区警察署

## 支所
1948年（昭和23年）時点
- 大津支所

## 主な事件
- 醒井事件

## 県内の自治体警察
- 大津市警察
- 彦根市警察
- 長浜市警察